# Lion Air Flight 904
Lion Air Flight 904 var en flygning av Lion Air från Husein Sastranegara International Airport i Bandung, till Ngurah-Rai Airport, i Denpasar, Indonesien den 13 april 2013. Flygplanet havererade vid landning och kraschade i havet kort efter landningsbanan. Samtliga 101 passagerare och 7 besättningsmedlemmar överlevde olyckan. Olyckan inträffade klockan 15:10 lokal tid.

## Haveriets orsaker
Haveriutredningen visar på att besättningen fortsatte landningsförsöket under förvärrade väderförhållanden och ignorerade faktumet att landningsförsöket behövde avbrytas. Det efterföljande försöket att göra en go-around misslyckades och det blev för sent att förhindra tillbudet. Det var inga problem med flygplanet vid olyckstillfället och samtliga system ombord fungerade normalt.